# 몬테저빌쥐
몬테저빌쥐(Eligmodontia moreni)는 비단털쥐과에 속하는 설치류이다. 아르헨티나에서만 발견된다.